# Brossay
 Brossay  es una población y comuna francesa, en la región de Países del Loira, departamento de Maine y Loira, en el distrito de Saumur y cantón de Montreuil-Bellay.

## Demografía
| 206 | 289 | 337 | 280 | 300 | 243 |
| Para los censos de 1962 a 1999 la población legal corresponde a la población sin duplicidades (Fuente: INSEE [Consultar]) |     |     |     |     |     |